# Top 12 2014/15
Die Top 12 2014/15 war die 35. französische Mannschaftsmeisterschaft im Schach.
Französischer Mannschaftsmeister wurde der Club de Bischwiller, der alle Wettkämpfe gewann und damit den Titelverteidiger Club de Clichy-Echecs-92 (der gegen den Rest des Feldes ebenfalls durchweg siegreich blieb) auf den zweiten Platz verwies. Aus der Nationale I waren im Vorjahr der Club de Poitiers-Migne Echecs, der Club de Vandœuvre-Echecs und der Club de Grasse Echecs aufgestiegen. Vandœuvre erreichte als einziger Aufsteiger den Klassenerhalt, neben Poitiers-Migne und Grasse stieg der Club d'Echecs Metz Fischer ab.
Zu den gemeldeten Mannschaftskadern siehe Mannschaftskader der Top 12 2014/15.

## Modus
Die zwölf teilnehmenden Mannschaften spielten ein einfaches Rundenturnier. Über die Platzierung entschied die Anzahl der Mannschaftspunkte (3 Punkte für einen Sieg, 2 Punkte für ein Unentschieden, 1 Punkt für eine Niederlage, 0 Punkte für eine kampflose Niederlage). Bei Gleichstand hätte zunächst der direkte Vergleich entschieden, anschließend die Brettpunkt-Bilanz (Differenz aus Anzahl der Gewinn- und Verlustpartien).

## Spieltermine
Die Wettkämpfe wurden vom 30. Mai bis 9. Juni 2015 in Le Grau-du-Roi gespielt.

## Endtabelle
| Pl. | Verein                            | Sp | G  | U | V  | MP | Brett-P. |
| --- | --------------------------------- | -- | -- | - | -- | -- | -------- |
| 01. | Club de Bischwiller               | 11 | 11 | 0 | 0  | 33 | 41:10    |
| 02. | Club de Clichy-Echecs-92 (M)      | 11 | 10 | 0 | 1  | 31 | 44:11    |
| 03. | C.E. de Bois-Colombes             | 11 | 8  | 1 | 2  | 28 | 36:14    |
| 04. | Cercle d’Echecs de Strasbourg     | 11 | 6  | 2 | 3  | 25 | 20:15    |
| 05. | Évry Grand Roque                  | 11 | 6  | 1 | 4  | 24 | 24:26    |
| 06. | Club de Mulhouse Philidor         | 11 | 5  | 2 | 4  | 23 | 31:20    |
| 07. | Club de Montpellier Echecs        | 11 | 5  | 0 | 6  | 21 | 23:30    |
| 08. | Club de L'Echiquier Chalonnais    | 11 | 4  | 1 | 6  | 20 | 23:25    |
| 09. | Club de Vandœuvre-Echecs (N)      | 11 | 2  | 2 | 7  | 17 | 19:31    |
| 10. | Club de Grasse Echecs (N)         | 11 | 2  | 1 | 8  | 16 | 13:29    |
| 11. | Club d'Echecs Metz Fischer        | 11 | 1  | 2 | 8  | 15 | 17:32    |
| 12. | Club de Poitiers-Migne Echecs (N) | 11 | 0  | 0 | 11 | 11 | 7:55     |

### Entscheidungen
|     | Französischer Meister: Club de Bischwiller                                                                     |
|     | Absteiger in die Nationale I: Club de Grasse Echecs, Club d'Echecs Metz Fischer, Club de Poitiers-Migne Echecs |
| (M) | Meister der letzten Saison                                                                                     |
| (N) | Aufsteiger der letzten Saison                                                                                  |

## Kreuztabelle
| Ergebnisse | Ergebnisse                     | 01. | 02. | 03. | 04. | 05. | 06. | 07. | 08. | 09. | 10. | 11. | 12. |
| ---------- | ------------------------------ | --- | --- | --- | --- | --- | --- | --- | --- | --- | --- | --- | --- |
| 01.        | Club de Bischwiller            |     | 2:1 | 4:1 | 2:1 | 5:0 | 2:1 | 3:0 | 3:2 | 4:2 | 4:1 | 6:1 | 6:0 |
| 02.        | Club de Clichy-Echecs-92       | 1:2 |     | 3:0 | 3:2 | 4:1 | 3:2 | 5:0 | 3:2 | 4:1 | 5:1 | 5:0 | 8:0 |
| 03.        | C.E. de Bois-Colombes          | 1:4 | 0:3 |     | 3:1 | 5:0 | 3:3 | 4:1 | 3:1 | 4:0 | 4:0 | 3:1 | 6:0 |
| 04.        | Cercle d’Echecs de Strasbourg  | 1:2 | 2:3 | 1:3 |     | 2:1 | 1:1 | 2:1 | 2:0 | 3:1 | 1:0 | 1:1 | 4:2 |
| 05.        | Évry Grand Roque               | 0:5 | 1:4 | 0:5 | 1:2 |     | 4:2 | 3:2 | 3:2 | 3:2 | 1:1 | 2:1 | 6:0 |
| 06.        | Club de Mulhouse Philidor      | 1:2 | 2:3 | 3:3 | 1:1 | 2:4 |     | 2:3 | 4:1 | 3:0 | 4:0 | 3:2 | 6:1 |
| 07.        | Club de Montpellier Echecs     | 0:3 | 0:5 | 1:4 | 1:2 | 2:3 | 3:2 |     | 3:4 | 4:1 | 3:2 | 3:2 | 3:2 |
| 08.        | Club de L'Echiquier Chalonnais | 2:3 | 2:3 | 1:3 | 0:2 | 2:3 | 1:4 | 4:3 |     | 2:2 | 2:0 | 2:1 | 5:1 |
| 09.        | Club de Vandœuvre-Echecs       | 2:4 | 1:4 | 0:4 | 1:3 | 2:3 | 0:3 | 1:4 | 2:2 |     | 3:1 | 3:3 | 4:0 |
| 10.        | Club de Grasse Echecs          | 1:4 | 1:5 | 0:4 | 0:1 | 1:1 | 0:4 | 2:3 | 0:2 | 1:3 |     | 3:2 | 4:0 |
| 11.        | Club d'Echecs Metz Fischer     | 1:6 | 0:5 | 1:3 | 1:1 | 1:2 | 2:3 | 2:3 | 1:2 | 3:3 | 2:3 |     | 3:1 |
| 12.        | Club de Poitiers-Migne Echecs  | 0:6 | 0:8 | 0:6 | 2:4 | 0:6 | 1:6 | 2:3 | 1:5 | 0:4 | 0:4 | 1:3 |     |

Anmerkung: Der Wettkampf zwischen Évry und Grasse endete 2:0 für Évry, wurde aber wegen des Einsatzes eines nicht spielberechtigten Spielers mit 1:1 gewertet.

## Die Meistermannschaft
| 1.            | Club de Bischwiller |
| Schachfiguren | Anish Giri, Arkadij Naiditsch, Étienne Bacrot, Markus Ragger, Romain Édouard, Philipp Schlosser, Jean-Pierre Le Roux, Cyril Marcelin, Jean Netzer, Nino Maisuradze. |